# Troglohyphantes pretneri
Troglohyphantes pretneri là một loài nhện trong họ Linyphiidae.
Loài này thuộc chi Troglohyphantes. Troglohyphantes pretneri được Christa L. Deeleman-Reinhold miêu tả năm 1978.